# L3 Technologies
L3 Technologies is een bedrijf dat Intelligence, Surveillance and Reconnaissance (ISR) systemen en producten, communicatiemiddelen, vliegtuigapparatuur, trainingsapparatuur en producten, telemetrie, instrumentatie, ruimte- en navigatieproducten levert aan hoofdaannemers. Klanten zijn onder andere de United States Department of Defense, de Department of Homeland Security, een aantal Amerikaanse inlichtingendiensten, ruimtevaartproducenten, en commerciële telecommunicatie klanten.
L3 Technologies ontstond in 1997 met de aankoop van bedrijfsonderdelen die werden verkocht naar aanleiding van de fusie in 1996 tussen Loral Corporation en Lockheed Martin. Het hoofdkantoor is gevestigd in New York. De naam staat voor Frank Lanza, Robert LaPenta en de gebroeders Lehman.
In een vooruitzicht op de luchtvaart in 2006 voorspelde The World in 2006, een jaarlijkse publicatie van The Economist, dat BAE Systems uit Groot-Brittannië waarschijnlijk van plan was om bedrijven in de defensie-industrie uit de Verenigde Staten op te kopen in 2006. Het blad noemt L3 als een vanzelfsprekende kandidaat. BAE was destijds het op drie na grootste defensiebedrijf in de wereld, gemeten naar omzet. Het heeft de Amerikaanse dochteronderneming, BAE Systems Inc, enorm laten groeien in de laatste jaren, waarbij de overname van United Defense in 2005 voor US$ 3,974 miljard (£ 2,1 miljard) de meest belangrijke is. BAE heeft echter de geruchten van een overname van L3 ontkend.
Op 7 juni 2006 overleed L3 CEO Frank Lanza plotseling. Hierna steeg het aandeel L3 met zo'n US$ 4 door speculatie dat het bedrijf overgenomen zou worden door directe concurrenten. Mogelijke overnamekandidaten waren Lockheed Martin, Northrop Grumman en andere vergelijkbare bedrijven in de defensie-industrie. Ook was er speculatie over hernieuwde aandacht van BAE Systems Inc.
In oktober 2018 werd de overname aangekondigd van Harris Corporation. De transactie werd op 29 juni 2019 afgerond en de twee gaan verder onder de nieuwe naam L3Harris Technologies, Inc. De combinatie telt zo'n 50.000 medewerkers en een omzet van US$ 17 miljard op jaarbasis.